# Aris Limassol
Aris Limassol (gr. Άρης Λεμεσού) – cypryjski klub piłkarski z siedzibą w Limassol, założony 3 października 1930. W jego ramach funkcjonują również sekcje: koszykarska, tenisa stołowego i szachów.

## Historia
Aris Limassol utworzono 25 września 1932 w wyniku połączenia dwóch niewielkich tamtejszych klubów: Souli i APOL-u, jednak za datę jego założenia przyjmuje się 3 października 1930 – dzień powstania Souli. W dniu fuzji do nowego klubu dołączyło również kilku piłkarzy Poseidonu Limassol. Jako barwy wybrano kolory: zielony i biały. 1 października 1932 drużyna rozegrała swój pierwszy mecz – towarzyskie spotkanie przeciwko Coventry City F.C., przegrane 1:3. W 1934 r. Aris był jednym z założycieli Cypryjskiego Związku Piłki Nożnej, a następnie brał udział w pierwszych pięciu edycjach cypryjskiej ekstraklasy (od 1934/35 do 1938/39). W sezonie 1938/39 zajął ostatnie 7. miejsce w tabeli, niedokończonej – na skutek wybuchu II wojny światowej – edycji rozgrywek najwyższego szczebla, po czym zaprzestał działalności z powodów finansowych. 
Wznowił ją w 1952 r., występując w II lidze. Kolejne sezony przynosiły naprzemiennie awanse do ekstraklasy i spadki szczebel niżej. W edycji 1988/89 zespół awansował do finału Pucharu Cypru, ulegając w nim 2:3 jednemu z dwóch lokalnych rywali – AEL Limassol. Latem 2021 r. klub przejął tajemniczy białoruski inwestor, prowadzący interesy na Cyprze – Władimir Fiodorow. W sezonie 2022/2023 Aris po raz pierwszy w historii wywalczył mistrzostwo kraju, a kilka tygodni później zdobył premierowy Superpuchar Cypru (wygrana 2:0 nad Omonią Nikozja).
W sezonie 2023/2024 drużyna po raz pierwszy w historii występowała w eliminacjach do Ligi Mistrzów. W drugiej rundzie wyeliminowała mistrza Białorusi BATE Borysów wynikiem 11:5 w dwumeczu, a w trzeciej została wyeliminowana przez mistrza Polski Rakowa Częstochowa, przegrywając 1:3 w dwumeczu. 

## Sukcesy
- Mistrzostwo Cypru (1): 2022/23
- Mistrz 2. ligi cypryjskiej (5): 1953/54, 1955/56, 1993/94, 2010/11, 2012/13
- Finalista Pucharu Cypru (1): 1988/89
- Zdobywca Superpucharu Cypru (1): 2023

## Obecny skład
Stan na 31 lipca 2023
| Nr | Poz. | Piłkarz            |
| -- | ---- | ------------------ |
| 1  | BR   | Vaná               |
| 2  | OB   | Abdeljalil Medioub |
| 3  | OB   | Caju               |
| 4  | OB   | Ismael Yandal      |
| 6  | PO   | Eric Boakye        |
| 7  | PO   | Leo Bengtsson      |
| 8  | PO   | Morgan Brown       |
| 10 | PO   | Matija Špoljarić   |
| 11 | NA   | Mariusz Stępiński  |
| 12 | OB   | Andreas Dimitriou  |
| 14 | NA   | Yannick Gomis      |
| 19 | OB   | Mamadou Sané       |
| 20 | OB   | Steeve Yago        |
| 21 | NA   | Mihlali Mayambela  |
| 22 | PO   | Veljko Nikolić     |
| 23 | PO   | Karol Struski      |

| Nr | Poz. | Piłkarz                   |
| -- | ---- | ------------------------- |
| 24 | PO   | Jean Marc Loukou Konan    |
| 30 | OB   | Alex Moucketou-Moussounda |
| 31 | OB   | Franz Brorsson            |
| 37 | PO   | Július Szöke              |
| 38 | BR   | Michalis Sofroniou        |
| 66 | NA   | Jaden Montnor             |
| 72 | OB   | Slobodan Urošević         |
| 77 | NA   | Osman Koroma              |
| 78 | BR   | Konstantinos Chrysostomou |
| 80 | NA   | Shavy Babicka             |
| 88 | NA   | Artyom Shumansky          |
| 90 | BR   | Ellinas Sofroniou         |
| 97 | PO   | Ivan Pankov               |
|    | OB   | Odera Peter Ofornadu      |
|    | PO   | Alex Opoku Sarfo          |

## Europejskie puchary
Legenda do wszystkich tabel:
- Q – runda eliminacyjna, 1/16, 1/8, 1/4, 1/2 – odpowiednia faza rozgrywek, Grupa – runda grupowa, 1r gr – pierwsza runda grupowa, 2r gr – druga runda grupowa, F – finał, R – runda, PO – play-off
- k. – rzuty karne, los. – losowanie, Dogr. – dogrywka, w. – zasada bramek strzelonych na wyjeździe

| Sezon   | Rozgrywki               | Runda   | Klub              | Dom | Wyjazd | Ogólnie    |
| ------- | ----------------------- | ------- | ----------------- | --- | ------ | ---------- |
| 2022/23 | Liga Konferencji Europy | 2Q      | Neftçi PFK        | 2–0 | 0–3    | 2–3        |
| 2023/24 | Liga Mistrzów           | 2Q      | BATE Borysów      | 6–2 | 5–3    | 11–5       |
| 2023/24 | Liga Mistrzów           | 3Q      | Raków Częstochowa | 0–1 | 1–2    | 1–3        |
| 2023/24 | Liga Europy             | PO      | Slovan Bratysława | 6–2 | 1–2    | 7–4        |
| 2023/24 | Liga Europy             | Grupa C | Rangers           | 2–1 | 1–1    | 4. miejsce |
| 2023/24 | Liga Europy             | Grupa C | Real Betis        | 0–1 | 1–4    | 4. miejsce |
| 2023/24 | Liga Europy             | Grupa C | Sparta Praga      | 1–3 | 2–3    | 4. miejsce |
| 2025/26 | Liga Konferencji        | 2Q      | Puskás Akadémia   | 3–2 | 2–0    | 5–2        |
| 2025/26 | Liga Konferencji        | 3Q      | AEK Ateny         | 2–2 | 1–3    | 3–5, Dogr. |